# Боухи, Стэнли
Стэнли Генри Пэрри Боухи (англ. Stanley Henry Parry Boughey, 9 апреля 1896 — 4 декабря 1917) — шотландский кавалер креста Виктории, высшей воинской награды за героизм проявленный в боевой обстановке, что может быть вручена военнослужащим стран Содружества и прежних территорий Британской империи.

## Биография
Стэнли Боухи родился в Эйршире 9 апреля 1896 года. К 21 году он был младшим лейтенантом 1/4 батальона королевских шотландских фузилёров британской армии. За свои действия в районе Эль-Барфа (территория современного Израиля), Палестина 1 декабря 1917 года был представлен к награде. В том же бою он был ранен и скончался от ран три дня спустя, 4 декабря.
В официальном объявлении о награде говорилось:
За проявление выдающейся храбрости. Когда многочисленные враги вплотную подползли к нашей стрелковой цепи на расстояние до 30 метров и гранатами и огнём автоматических винтовок прижали к земле наши пулемётные расчёты, он один с гранатами бросился на встречу неприятелю, нанёс ему огромный урон и заставил сдаться в плен отряд из 30 человек. Когда он повернулся назад, чтобы взять ещё несколько гранат, он был смертельно ранен в момент когда враг уже сдался и исход боя был предрешён.
Его прах покоится на воинском кладбище Газы.